# Миткирей (приток Миткирея)
Миткирей — река в России, протекает по Бековскому району Пензенской области. Устье реки находится в 14 км от устья реки Миткирей по левому берегу. Протекает через села Согласовка, Миткирей, Затолкино. Длина реки составляет 25 км, площадь водосборного бассейна — 184 км².

## Данные водного реестра
По данным государственного водного реестра России относится к Донскому бассейновому округу, водохозяйственный участок реки — Хопёр от истока до впадения реки Ворона, речной подбассейн реки — Хопер. Речной бассейн реки — Дон (российская часть бассейна).
Код объекта в государственном водном реестре — 05010200112107000005674.